# Bangalore Open
Bangalore Open je zaniklý tenisový turnaj žen na profesionálním okruhu WTA Tour, hraný v Indii jako největší ženská událost v Jihovýchodní Asii. Konal se v letech 2003–2008 na otevřených dvorcích s tvrdým povrchem. Generálním sponzorem byl indický státní bankovní dům Canara Bank.

## Historie
Úvodní tři ročniky 2003–2005 z kategorie Tier IV proběhly v Hajdarábádu. Postup do úrovně Tier III provázela změna dějistě, když se turnaj v roce 2006 přestěhoval do Bengalúru. Poslední ročník 2008 proběhl v kategorii Tier II. Účastnilo se jej třicet dva, či dvacet osm, tenistek ve dvouhře, třicet dva kvalifikantek a šestnáct párů ve čtyřhře. Na termínové listině okruhu byl zařazen na únor nebo březen.
V únoru 2003 v Hajdarábádu debutovala Sania Mirzaová mezi profesionálkami okruhu WTA Tour. O rok později vyhrála s Jihoafričankou Liezel Huberovou deblovou soutěž, když ve finále porazily čínskou dvojici Li Ťing a Sun Tchien-tchien. Stala se tak první indickou tenistkou, která zvítězila na turnaji WTA Tour. Další primát přidala v únoru 2005, když jediný kariérní titul z dvouhry znamenal, že jako první Indka vybojovala singlovou trofej v této úrovni tenisu. Poslední ročník 2008 v domovském městě však již záměrně bojkotovala, když uváděla kontroverze, které provázely její starty v předchozích letech. Poslední vítězkou se stala Američanka Serena Williamsová po finálové výhře nad Švýcarkou Patty Schnyderovou.
Komerčními názvy postupně byly AP Tourism Hyderabad Open, Sony Ericsson Bangalore Open a Canara Bank Bangalore Open.

## Přehled finále

### Dvouhra
| Dějiště          | rok             | vítězka                | finalistka          | výsledek           |
| ---------------- | --------------- | ---------------------- | ------------------- | ------------------ |
| Bengalúru        | 2008            | Serena Williamsová     | Patty Schnyderová   | 7–5, 6–3           |
| Bengalúru        | ↑ WTA Tier II ↑ |                        |                     |                    |
| Bengalúru        | 2007            | Jaroslava Švedovová    | Mara Santangelová   | 6–4, 6–4           |
| Bengalúru        | 2006            | Mara Santangelová      | Jelena Kostanićová  | 3–6, 7–6(7–5), 6–3 |
| ↑ WTA Tier III ↑ |                 |                        |                     |                    |
| Hajdarábád       | 2005            | Sania Mirzaová         | Aljona Bondarenková | 6–4, 5–7, 6–3      |
| Hajdarábád       | 2004            | Nicole Prattová        | Maria Kirilenková   | 7–6, 6–1           |
| Hajdarábád       | 2003            | Tamarine Tanasugarnová | Iroda Tuljaganovová | 6–4, 6–4           |
| ↑ WTA Tier IV ↑  |                 |                        |                     |                    |

### Čtyřhra
| Dějiště          | rok             | vítězky                                 | finalistky                             | výsledek              |
| ---------------- | --------------- | --------------------------------------- | -------------------------------------- | --------------------- |
| ↓ WTA Tier IV ↓  |                 |                                         |                                        |                       |
| Hajdarábád       | 2003            | Jelena Lichovcevová Iroda Tuljaganovová | Jevgenija Kulikovská Taťána Pučeková   | 6–4, 6–4              |
| Hajdarábád       | 2004            | Sania Mirzaová Liezel Huberová          | Li Ťing Sun Tchien-tchien              | 7–6, 6–4              |
| Hajdarábád       | 2005            | Jen C’ Čeng Ťie                         | Li Ťing Sun Tchien-tchien              | 6–4, 6–1              |
| ↓ WTA Tier III ↓ |                 |                                         |                                        |                       |
| Bengalúru        | 2006            | Sania Mirzaová Liezel Huberová          | Jelena Vesninová Anastasia Rodionovová | 6–3, 6–3              |
| Bengalúru        | 2007            | Čan Jung-žan Čuang Ťia-žung             | Sie Šu-wej Alla Kudrjavcevová          | 6–7(4–7), 6–2, [11–9] |
| Bengalúru        | ↓ WTA Tier II ↓ |                                         |                                        |                       |
| Bengalúru        | 2008            | Pcheng Šuaj Sun Tchien-tchien           | Čan Jung-žan Čuang Ťia-žung            | 6–4, 5–7, [10–8]      |